# IHF Cup 1987-1988 (pallamano maschile)
La IHF Cup 1987-1988 è stata la 7ª edizione del terzo torneo europeo di pallamano maschile per ordine di importanza dopo la Coppa dei Campioni e la Coppa delle Coppe. È stata organizzata dall'International Handball Federation, la federazione internazionale di pallamano. La competizione è iniziata nell'ottobre 1987 e si è conclusa il 22 maggio 1988.
Il torneo è stato vinto dalla compagine rumena dell'HC Minaur Baia Mare per la 2ª volta nella sua storia.

## Risultati

### Primo turno
| Squadra 1            | Squadra 2              | Andata                         | Ritorno                        | Totale  |
| -------------------- | ---------------------- | ------------------------------ | ------------------------------ | ------- |
| HC Minaur Baia Mare  | HT Tatran Prešov       | Baia Mare, 27 settembre 1987   | Prešov, 4 ottobre 1987         | 58 - 42 |
| HC Minaur Baia Mare  | HT Tatran Prešov       | 32 - 21                        | 26 - 21                        | 58 - 42 |
| IFK Helsinki         | HK Drott               | Helsinki, 26 settembre 1987    | Halmstad                       | 32 - 41 |
| IFK Helsinki         | HK Drott               | 18 - 22                        | 14 - 19                        | 32 - 41 |
| Hellerup IK          | HK Kopavogs            | Gentofte, 26 settembre 1987    | Kópavogur                      | 47 - 30 |
| Hellerup IK          | HK Kopavogs            | 28 - 11                        | 19 - 19                        | 47 - 30 |
| Vlug en Lenig Geleen | Sporting Clube         | Sittard-Geleen                 | Lisbona                        | 36 - 40 |
| Vlug en Lenig Geleen | Sporting Clube         | 20 - 18                        | 16 - 22                        | 36 - 40 |
| VIF Dimitrov Sofia   | SC Pick Szeged         | Sofia                          | Seghedino, 4 ottobre 1987      | 53 - 39 |
| VIF Dimitrov Sofia   | SC Pick Szeged         | 25 - 16                        | 28 - 23                        | 53 - 39 |
| HC Köflach           | HB Dudelange           | Köflach, 27 settembre 1987     | Dudelange, 4 ottobre 1987      | 54 - 41 |
| HC Köflach           | HB Dudelange           | 32 - 20                        | 22 - 21                        | 54 - 41 |
| Philippos Verias     | Keravnos Strovolos     | Veria, 4 ottobre 1987          | Strovolos, 11 ottobre 1987     | 74 - 27 |
| Philippos Verias     | Keravnos Strovolos     | 32 - 11                        | 42 - 16                        | 74 - 27 |
| MAI Mosca            | Hapoel Rishon LeZion   | ?, Germania, 25 settembre 1987 | ?, Germania, 27 settembre 1987 | 54 - 42 |
| MAI Mosca            | Hapoel Rishon LeZion   | 28 - 20                        | 26 - 22                        | 54 - 42 |
| HC Initia Hasselt    | TSV St. Omar San Gallo | Hasselt                        | San Gallo                      | 33 - 44 |
| HC Initia Hasselt    | TSV St. Omar San Gallo | 18 - 19                        | 15 - 25                        | 33 - 44 |
| Imola 1973           | USAM Nîmes             | Imola, 3 ottobre 1987          | Nîmes                          | 41 - 45 |
| Imola 1973           | USAM Nîmes             | 21 - 21                        | 20 - 24                        | 41 - 45 |
| ETI Biscuileri       | Pelister Bitola        | -                              | -                              | ? - ?   |
| ETI Biscuileri       | Pelister Bitola        | ? - ?                          | 24 - 30                        | ? - ?   |

### Ottavi di finale
| Squadra 1              | Squadra 2                | Andata                         | Ritorno                                | Totale        |
| ---------------------- | ------------------------ | ------------------------------ | -------------------------------------- | ------------- |
| HK Drott               | HC Minaur Baia Mare      | Halmstad, 1º novembre 1987     | Baia Mare, 8 novembre 1987             | 47 - 47 (gfc) |
| HK Drott               | HC Minaur Baia Mare      | 29 - 19                        | 18 - 28                                | 47 - 47 (gfc) |
| Sporting Clube         | Hellerup IK              | Lisbona, 2 novembre 1987       | Gentofte                               | 38 - 48       |
| Sporting Clube         | Hellerup IK              | 19 - 23                        | 19 - 25                                | 38 - 48       |
| VIF Dimitrov Sofia     | FC Barcellona            | Sofia, 1º novembre 1987        | Barcellona, 8 novembre 1987            | 49 - 59       |
| VIF Dimitrov Sofia     | FC Barcellona            | 25 - 25                        | 24 - 34                                | 49 - 59       |
| HC Köflach             | ASK Vorwärts Francoforte | Köflach, 1º novembre 1987      | Francoforte sull'Oder, 8 novembre 1987 | 44 - 58       |
| HC Köflach             | ASK Vorwärts Francoforte | 24 - 22                        | 20 - 36                                | 44 - 58       |
| Kristiansand IF        | Philippos Verias         | Kristiansand, 1º novembre 1987 | Veria, 7 novembre 1987                 | 43 - 45       |
| Kristiansand IF        | Philippos Verias         | 24 - 20                        | 19 - 25                                | 43 - 45       |
| TSV St. Omar San Gallo | MAI Mosca                | San Gallo, 2 novembre 1987     | Mosca                                  | 36 - 36 (gfc) |
| TSV St. Omar San Gallo | MAI Mosca                | 19 - 15                        | 17 - 21                                | 36 - 36 (gfc) |
| Pelister Bitola        | USAM Nîmes               | Bitola                         | Nîmes                                  | 44 - 44 (gfc) |
| Pelister Bitola        | USAM Nîmes               | 28 - 23                        | 16 - 21                                | 44 - 44 (gfc) |
| Granitas Kaunas        | VfL Gummersbach          | Kaunas, 2 novembre 1987        | Gummersbach, 9 novembre 1987           | 32 - 28       |
| Granitas Kaunas        | VfL Gummersbach          | 14 - 10                        | 18 - 18                                | 32 - 28       |

### Quarti di finale
| Squadra 1              | Squadra 2                | Andata                       | Ritorno                                 | Totale  |
| ---------------------- | ------------------------ | ---------------------------- | --------------------------------------- | ------- |
| Hellerup IK            | HC Minaur Baia Mare      | Gentofte, 21 febbraio 1988   | Baia Mare, 28 febbraio 1988             | 41 - 44 |
| Hellerup IK            | HC Minaur Baia Mare      | 25 - 20                      | 16 - 24                                 | 41 - 44 |
| FC Barcellona          | ASK Vorwärts Francoforte | Barcellona, 18 febbraio 1988 | Francoforte sull'Oder, 27 febbraio 1988 | 47 - 36 |
| FC Barcellona          | ASK Vorwärts Francoforte | 26 - 21                      | 21 - 15                                 | 47 - 36 |
| TSV St. Omar San Gallo | Philippos Verias         | San Gallo, 2 novembre 1988   | Veria, 7 novembre 1988                  | 45 - 40 |
| TSV St. Omar San Gallo | Philippos Verias         | 22 - 18                      | 23 - 22                                 | 45 - 40 |
| USAM Nîmes             | Granitas Kaunas          | -                            | -                                       | n.d.    |
| USAM Nîmes             | Granitas Kaunas          | n.d.                         | n.d.                                    | n.d.    |

### Semifinali
| Squadra 1              | Squadra 2           | Andata                    | Ritorno                   | Totale  |
| ---------------------- | ------------------- | ------------------------- | ------------------------- | ------- |
| FC Barcellona          | HC Minaur Baia Mare | Barcellona, 3 aprile 1988 | Baia Mare, 10 aprile 1988 | 44 - 45 |
| FC Barcellona          | HC Minaur Baia Mare | 22 - 21                   | 22 - 24                   | 44 - 45 |
| TSV St. Omar San Gallo | Granitas Kaunas     | San Gallo, 4 aprile 1988  | Kaunas, 10 aprile 1988    | 41 - 52 |
| TSV St. Omar San Gallo | Granitas Kaunas     | 20 - 20                   | 21 - 32                   | 41 - 52 |

### Finale
| Squadra 1       | Squadra 2           | Andata                 | Ritorno                   | Totale  |
| --------------- | ------------------- | ---------------------- | ------------------------- | ------- |
| Granitas Kaunas | HC Minaur Baia Mare | Kaunas, 14 maggio 1988 | Baia Mare, 22 maggio 1988 | 41 - 43 |
| Granitas Kaunas | HC Minaur Baia Mare | 21 - 20                | 20 - 23                   | 41 - 43 |

## Campioni
| Vincitore della IHF Cup 1987-1988 |
| --------------------------------- |
| HC Minaur Baia Mare 2º titolo     |